# Burtjärnen, Dalsland
Burtjärnen är en sjö i Munkedals kommun i Dalsland och ingår i Örekilsälvens huvudavrinningsområde. Sjön är 11,5 meter djup, har en yta på 0,04 kvadratkilometer och är belägen 106 meter över havet.